# كأس أوروبا الوسطى 1933
كأس أوروبا الوسطى 1933 هو الموسم 7 من  كأس أوروبا الوسطى. أقيم خلال الفترة 1933 وحتى 8 سبتمبر 1933، وكان عدد الأندية المشاركة فيه  8، وفاز فيه أوستريا فيينا.

## نتائج الموسم
| المركز | فريق          | لعب | ف | ت | خ | له | عليه | ف.أ | نقاط | ملاحظة |
| ------ | ------------- | --- | - | - | - | -- | ---- | --- | ---- | ------ |
|        | أوستريا فيينا |     |   |   |   |    |      |     |      |        |